# Cambridge Ritualists
Die Cambridge Ritualists, auch Myth and Ritual School  (deutsch: „Ritualisten von Cambridge“ im Sinn von: „Ritualforscher von Cambridge“), waren eine Gruppe klassischer Altertumswissenschaftler und Philologen, die hauptsächlich von der Universität Cambridge, aber auch von der Universität von Oxford stammten.  Darunter sind insbesondere Jane Ellen Harrison, Francis Macdonald Cornford, Gilbert Murray, Arthur Bernard Cook zu nennen. Sie wirkten in der „Myth–and–ritual–school“ zwischen den Jahren 1890 und 1920. Neben dem persönlichen Kontakt fußte der Austausch der Mitglieder stark auf der postalischen Korrespondenz.
Die ersten drei Altphilologen stellten die ritualistische Erforschung des griechischen Dramas in den Fokus ihrer Betrachtungen, der bei der Entwicklung dieses Zugangs zentral bleiben sollte. Die Gruppe entwickelte zusammen eine gewissermaßen „irrationalistische“ Interpretation der griechisch-polytheistischen Religionen und besonders des griechischen Dramas, die sie in Verbindung mit Mythen- und Ritualtheorien brachten. Für die Mitglieder der Gruppe, so ihre Hypothese, konnte der Mythos nur vom Ritual aus, mit dem er korrespondiert, verstanden werden.
Sie prägten den Namen wegen ihres gemeinsamen Interesses an der Ritualpraxis im religionsgeschichtlichen Kontext. Inspiriert von The Golden Bough: A Study in Magic and Religion (1890) von James George Frazer proklamierte Gilbert Murray (1913), der Nietzsches Theorie des Dionysischen weiterentwickelte, den Ursprung der Tragödie in Mythos und Ritual von Leiden, Tod und Wiederauferstehung des Jahresgeistes oder -dämons, einem heiligen dionysischen Tanz, der durch die Elemente Wettkampf, Niederlage, Epiphanie gekennzeichnet ist, zu dem später die Klage und der Bericht des Boten hinzutreten. Dieser Position haben sich bis heute viele Wissenschaftler angeschlossen. Ein Jahrzehnt später wurde die übermäßig starre Anwendung von Frazers These auf die griechische Tragödie jedoch bereits in Frage gestellt.
Durch ihre Arbeit in der klassischen Philologie übten sie einen Einfluss nicht nur auf die zeitgenössische Literatur aus, sondern auch auf Literaturkritiker wie Stanley Edgar Hyman oder Northrop Frye. So habe ferner die „Myth-and-Ritual-Theory“ der Cambridge-Schule mit ihren engen Verflechtungen zwischen Ritual und Mythos eine bis heute andauernde Debatte über diese Korrelation in die wissenschaftliche Diskussion eingebracht.
Von den Überlegungen des französischen Kulturwissenschaftlers Émile Durkheim war FM Cornford inspiriert worden, er verwendete den Begriff der kollektiven Repräsentation des französischen Soziologen, um soziale Formen des religiösen, künstlerischen, philosophischen und wissenschaftlichen Ausdrucks im klassischen Griechenland zu analysieren. Andere bedeutende Einflüsse auf die Gruppe, insbesondere auf Harrison, kamen von Charles Darwin, James Frazer, Karl Marx, Friedrich Nietzsche, Sigmund Freud und mehr noch die analytische Psychologie von C. G. Jung und dessen die Theorie der Archetypen.